# Don't You Know You're Beautiful
Don't You Know You're Beautiful è il primo singolo estratto dal secondo album Kellie Pickler della cantante omonima. Lanciato nel giugno del 2008, il singolo è arrivato sino alla posizione 21 della classifica delle canzoni country americane (dopo un debutto al numero 59 sulla stessa classifica), e al numero 103 della classifica vera e propria dei singoli americana, la Billboard Hot 100, mai entrando però nella top 100 vera e propria.

## Classifiche
| Classifica (2008)                | Posizione massima |
| -------------------------------- | ----------------- |
| Canadian Top Country Songs       | 33                |
| U.S. Billboard Hot 100           | 103               |
| U.S. Billboard Hot Country Songs | 21                |